# Province de Santa Cruz de Tenerife
Pour les articles homonymes, voir Santa Cruz.
La province de Santa Cruz de Tenerife (en espagnol : Provincia de Santa Cruz de Tenerife) est l'une des deux provinces qui forment la communauté autonome des îles Canaries. Sa capitale est la ville de Santa Cruz de Tenerife, situé à Tenerife, l'île la plus peuplée d'Espagne.

## Géographie
La province est située à l'ouest de cette région autonome, à presque 300 km des côtes marocaines. Les îles qui composent cette province sont, de l'ouest à l'est : El Hierro, La Palma, La Gomera et Tenerife, sur laquelle se trouve la capitale Santa Cruz de Tenerife. Ces îles sont toutes situées dans l'océan Atlantique.
La province de Santa Cruz de Tenerife est formée par des îles d'origine volcaniques, très montagneuses. Le pic de Teide, sommet le plus élevé d'Espagne avec 3 718 m d'altitude et volcan peu actif, se trouve dans cette province.

## Population
Des 971 647 habitants (2006) que compte la province, 24 % habitent dans la capitale.

## Histoire
Cette province a été créée en 1927 quand la province des Îles Canaries, avec comme capitale Santa Cruz de Tenerife, fut divisée en deux provinces, Las Palmas et Santa Cruz de Tenerife. La communauté autonome des Îles Canaries est depuis administrée par alternances d'une durée de quatre ans. Cette méthode d'administration double ralentit parfois certaines prises de décision.

## Parcs nationaux
Cette province compte trois parcs nationaux, plus qu'aucune autre province espagnole :
- le Parc national de la Caldera de Taburiente à La Palma
- le Parc national de Garajonay à La Gomera
- le Parc national du Teide à Tenerife.

## Subdivisions
La province compte 53 communes (municipios en espagnol).